# Суковкин, Михаил Акинфиевич
Михаил Акинфиевич Суковкин (1857—1938) — председатель Киевской губернской земской управы в 1907—1917 годах, камергер. Был крупным землевладельцем:  у жены — родовые 765 десятин в Киевской губернии, у матери — 750 десятин в Нижегородской губернии и 3963 десятины в Киевской губернии.

## Биография
Родился 7 (19) ноября 1857 года. Происходил из потомственных дворян Курской губернии — сын управляющего делами Комитета министров, тайного советника Акинфия Петровича Суковкина.
В 1871 году поступил в Александровский лицей. В 1877 году написал сочинение «Реформы Петра I по государственному хозяйству», сохранившееся в лицейском архиве, и в том же году окончил курс с чином X класса и был определён в канцелярию Комитета министров.
В 1878 году был причислен к Министерству внутренних дел с откомандированием в распоряжение киевского, подольского и волынского генерал-губернатора. В 1886 году — причисленный к Министерству государственных имуществ. В 1887 году был назначен чиновником особых поручений при степном генерал-губернаторе. В 1890 году перешёл в Министерство финансов, а в следующем году был назначен членом-оценщиком Московского отделения Дворянского земельного банка.
В 1898 году был назначен каневским уездным предводителем дворянства и произведён в статские советники. Одновременно состоял почётным мировым судьёй Каневского округа и председателем Канево-Васильковского съезда мировых посредников. В 1907 году был назначен председателем Киевской губернской управы по делам земского хозяйства. В 1911 году, с введением выборного земства в Западном крае, избран председателем Киевской губернской земской управы, в каковой должности оставался до 1917 года. В 1906 году был пожалован в камергеры, а 6 декабря 1909 года произведён в действительные статские советники. Из наград имел ордена св. Владимира 4-й (1906) и 3-й (1911) степеней, св. Станислава 2-й (1903) и 1-й (1913) степеней.
После Февральской революции стал губернским комиссаром Временного правительства. В 1918 году был послом гетманского правительства в Константинополе, затем — в Вооружённых сил Юга России, летом 1920 года — на Принцевых островах.
С 1921 года в эмиграции во Франции. С 1923 года заведовал Русским домом в Ментоне. Состоял членом Объединения бывших воспитанников Императорского Александровского лицея и секретарём русского православного Братства Св. Анастасии Узорешительницы в Ментоне. Скончался 11 ноября 1938 года в Ментоне.

## Семья
Был женат на художнице Ольге Константиновне Ушинской (1867—1960), дочери известного педагога К. Д. Ушинского. Их дети:
- Алексей (1898—?), в 1917 году — учащийся 5-го класса Александровского лицея[4]. В эмиграции во Франции. Член Лицейского объединения. В 1950-е годы работал на Цейлоне.
- Марина (1902—1951), в замужестве Херд; занималась миниатюрной живописью, рисовала портреты. В эмиграции в Ментоне[5].
- Константин (1905—1990)
- Михаил